# Kratersee

Irazú, Costa Rica

Ein Kratersee ist ein See, der entsteht, wenn sich ein Vulkankrater (echter Kratersee), eine Caldera, ein Maar oder ein Einschlagkrater (etwa eines Meteoriten) mit Wasser füllt.

## Beschreibung
Da Krater in der Regel kreisförmig sind und von einem höheren Kraterrand umgeben sind, besitzt ein Kratersee nur kleinere Zuflüsse und häufig keinen Abfluss. Typischerweise füllt sich ein Krater durch Regenwasser (oder aber, vor allem bei Maaren, durch Grundwasser) und erreicht sein Gleichgewicht durch Versickerung und Verdunstung. Durch Erosion kann im Laufe der Zeit ein (oberirdischer) Abfluss entstehen oder es kann sich auch ein Durchfluss bilden, wie beim Lake Taupō auf Neuseeland, der vom Waikato River durchflossen wird.
Durch die Entstehungsgeschichte und die isolierte Stellung im Wasserkreislauf erklären sich die Besonderheiten in der Pflanzen- und Tierwelt eines Kratersees. Das Wasser in einem Vulkankrater besitzt manchmal chemische Bestandteile, die das Leben unmöglich machen, und kann sehr heiß werden. Beispiele für solche oft farbigen Säureseen sind der Rincón de la Vieja und der Irazú (beide in Costa Rica). Auch der Gehalt an Kohlendioxid kann extrem hoch sein (siehe die Katastrophe von Nyos).

## Beispiele für Kraterseen

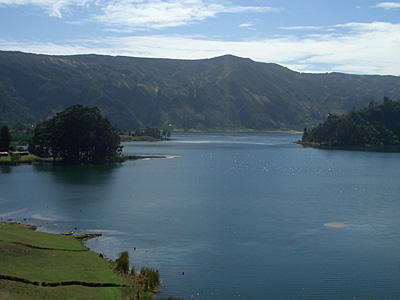
Wonchi, Äthiopien

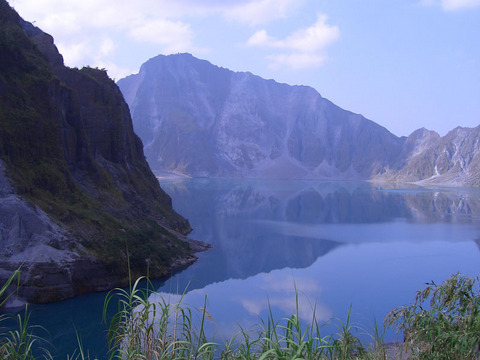
Der See, der 1991 beim Ausbruch des Pinatubo entstand, Philippinen

- Afrika
  - Wonchi (Caldera, Äthiopien)[1]

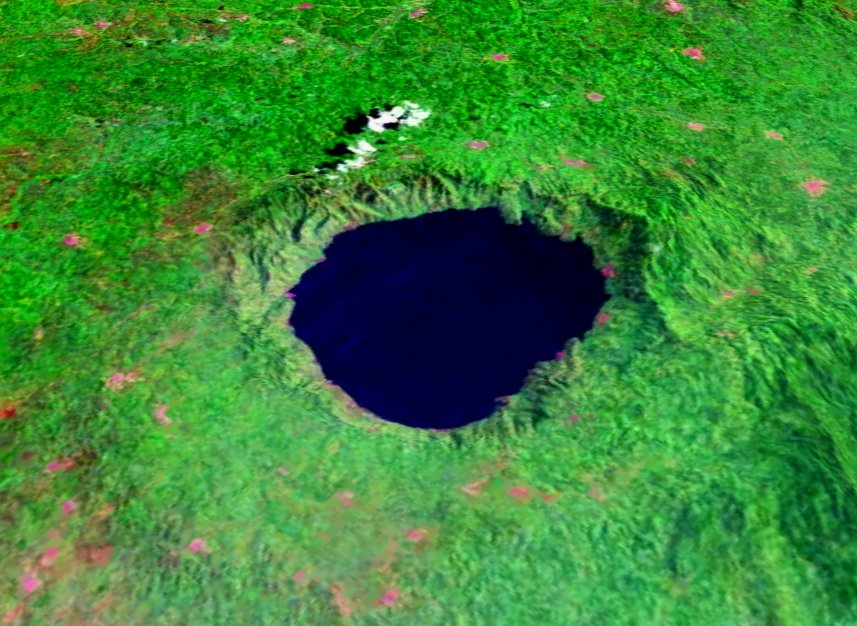
Der Bosumtwi-See in Ghana, ein
See im Einschlagkrater eines Meteoriten

  - Bosumtwi (Einschlagkrater, Ghana)
  - Nyos-See (Maar, Kamerun)
  - Barombi Mbo (Kamerun)
  - Barombi Koto (Kamerun)
  - Bermin-See (Kamerun)
  - Dissoni-See (Kamerun)
  - Lagoa Amélia (São Tomé und Príncipe)
- Amerika
  - Katmai (Caldera, Alaska, USA)
  - Crater Lake (Caldera, Oregon, USA)
  - Lac Saint-Jean (Einschlagkrater, Québec, Kanada)
  - Cuicocha (Caldera, Ecuador)
  - Ilopango-See, El Salvador
  - Irazú (Vulkankrater, Costa Rica)
  - Licancabur (Vulkankrater, Bolivien/Chile)
  - Rincón de la Vieja (Vulkankrater, Costa Rica)
  - Lago de Atitlán (Guatemala)
  - Apoyosee (Nicaragua)
  - Xiloásee (Nicaragua)
  - Lago Crater „La Joya“ (Vulkankrater, Mexiko)
- Asien
  - Elgygytgyn (Einschlagkrater, Nordostsibirien)
  - Nemrut Dağı (Caldera, Türkei)
  - Kurilensee (Caldera, Kamtschatka, Russland)
  - Himmelssee (Gipfelcaldera des Paektusan, Nordkorea/VR China)
  - Pinatubo (Philippinen)
  - Kelut (Indonesien)
  - Sabalan (Iran)
  - Tobasee (Caldera, Indonesien), weltgrößter Kratersee
  - Towada (Caldera, Japan)
  - Tazawa (Caldera, Japan)
- Australien und Ozeanien
  - Lake Taupō (Caldera, Neuseeland)
- Europa
  - Laacher See (Caldera, oft als Maar bezeichnet, Rheinland-Pfalz, Deutschland)
  - Windsborn (Vulkankrater, Rheinland-Pfalz, Deutschland)
  - Bolsenasee (Caldera, Italien)
  - Kerið (Island)
  - Öskjuvatn (Caldera, Island)
  - Siljansee (Einschlagkrater, Schweden)
  - Belső-tó (Caldera, Ungarn)
  - Külső-tó (Caldera, Ungarn)
- Mars
  - Jezero-Kratersee (Einschlagkrater)